# Lisa Arnholdt
Lisa Arnholdt (* 27. Juli 1996 in Mutlangen) ist eine deutsche Volleyball- und Beachvolleyballspielerin.

## Karriere

### Halle
Als Zehnjährige begann Arnholdt mit dem Volleyball beim heimischen TSV Mutlangen. Mit der Jugend-Auswahl Baden-Württembergs wurde sie 2012 beim Bundespokal in Hannover Dritte. Parallel dazu spielte Arnholt bei DJK Schwäbisch Gmünd in der Regionalliga Süd und wurde hier 2015 Meisterin. Anschließend wechselte sie zum Bundesstützpunkt MTV Stuttgart, mit dem sie in der 3. Liga Süd spielte.

### Beach
Seit 2012 spielt Arnholdt auch Beachvolleyball. Ihre Standardpartnerin war seit 2013 Leonie Welsch aus Rottenburg am Neckar, mit der sie in ihrem ersten gemeinsamen Jahr in Kiel Deutsche U19-Vizemeisterin und in Grimma Deutsche U18-Meisterin wurde. Anschließend belegte sie an der Seite von Sarah Mater bei den U18-Europameisterschaften im belarussischen Maladsetschna Platz fünf. 2014 wurde Arnholdt mit Sarah Schneider in Porto U19-Vizeweltmeisterin und gewann bei den Olympischen Jugendspielen im chinesischen Nanjing die Bronzemedaille. Mit Nadja Glenzke landete sie 2015 bei der U22-Europameisterschaft im portugiesischen Macedo de Cavaleiros auf Platz fünf. Anschließend spielte Arnholdt bei ihren ersten deutschen Meisterschaften in Timmendorfer Strand an der Seite von Nationalspielerin und amtierender Deutscher Meisterin Britta Büthe, da deren Partnerin Karla Borger nach einer Rückenoperation ausfiel, und wurde Siebte. 2016 spielte Arnholdt zusammen mit Anni Schumacher. Mit Nadja Glenzke wurde sie bei der U22-Europameisterschaft in Thessaloniki Dritte. 2017/2018 spielte Arnholdt wieder mit Leonie Welsch, mit der sie bei der U22-Europameisterschaft in Baden erneut Dritte wurde. Bei den deutschen Meisterschaften 2017 und 2018 blieben sie sieglos.

## Berufliches
Arnholdt studiert seit dem Wintersemester 2014/15 Medizintechnik an der Eberhard Karls Universität Tübingen.